# Nizozemské Antily

Struktura Nizozemského království (od roku 2010)

Nizozemské Antily (nizozemsky Nederlandse Antillen; v papiamentu Antias Hulandes) byly jedna ze zemí Nizozemského království. Skládaly se ze 6 ostrovů Malých Antil geograficky rozdělených do dvou skupin vzdálených mezi sebou přes 800 kilometrů. Aruba, Bonaire a Curaçao leží v jižní části Karibiku u venezuelského pobřeží a patří do tzv. Závětrných Antil. Saba, Svatý Eustach (nizozemsky Sint Eustatius) a jižní část ostrova Svatý Martin (nizozemsky Sint Maarten, severní část ostrova náleží Francii) se nacházejí jihovýchodně od Portorika v severní části Závětrných ostrovů.

## Historie
Do roku 1954 byly ostrovy spravovány jako nizozemská kolonie Curaçao a dependencie. V tomto roce byla přijata tzv. „Charta Nizozemského království“, která povýšila tuto kolonii na plnohodnotnou autonomní zemi v rámci Nizozemského království. V roce 1986 se od Niz. Antil odtrhl ostrov Aruba, který se stal další zemí Nizozemského království. Mezi lety 1986 a 2010 byly tedy Nizozemské Antily tvořeny zbývajícími pěti ostrovy. 10. října 2010 formálně Nizozemské Antily zanikly.
Od roku 2010 je Nizozemské království tvořeno 4 zeměmi – evropským Nizozemskem, Arubou, Svatým Martinem a Curaçaem. Ostrovy Bonaire, Saba a Svatý Eustach mají status „zvláštní správní obvod“ spadající přímo pod Nizozemsko a bývají označovány jako „Karibské Nizozemsko“. I přestože Nizozemské Antily už formálně jako stát neexistují, toto slovní spojení se stále používá pro souhrnné pojmenování všech ostrovů v Karibiku, které spadají pod nizozemskou korunu.
Do roku 1986 obsahovaly vlajka i znak Nizozemských Antil šest hvězd reprezentujících šest ostrovů, od tohoto roku po oddělení Aruby bylo na vlajce a znaku jen pět hvězd. Měnou byl gulden Nizozemských Antil.

## Možné způsoby dělení ostrovů
Ostrovy, které tvořily Nizozemské Antily, bývají děleny do několika seskupení podle geografického nebo správního kritéria. Název skupiny je tvořen počátečními písmeny názvů ostrovů.
- ABC ostrovy – ostrovy u venezuelského pobřeží – Aruba, Bonaire a Curaçao
- SSS ostrovy – ostrovy Saba, Svatý Eustach a Svatý Martin v severní části Závětrných ostrovů
- BES ostrovy – ostrovy, které jsou v současnosti zvláštními správními obvody Nizozemska – Bonaire, Svatý Eustach, Saba

## Přehled ostrovů
| Ostrov        | Hlavní město | Rozloha [km²] | Počet obyvatel (rok 2019) | Hustota zalidnění [ob./km²] | Lokalizace                 |
| ------------- | ------------ | ------------- | ------------------------- | --------------------------- | -------------------------- |
| Aruba         | Oranjestad   | 180           | 112 309                   | 624                         | 12°30′ s. š., 70° z. d.    |
| Bonaire       | Kralendijk   | 288           | 20 104                    | 70                          | 12°12′ s. š., 68°15′ z. d. |
| Curaçao       | Willemstad   | 444           | 158 665                   | 357                         | 12°9′ s. š., 69° z. d.     |
| Saba          | The Bottom   | 13            | 1 915                     | 147                         | 17°36′ s. š., 63°15′ z. d. |
| Svatý Eustach | Oranjestad   | 21            | 3 138                     | 149                         | 17°30′ s. š., 63° z. d.    |
| Svatý Martin  | Philipsburg  | 34            | 41 486                    | 1 220                       | 18°3′ s. š., 63°3′ z. d.   |
| CELKEM        |              | 980           | 337 617                   | 344                         |                            |

## Přírodní podmínky
Jižní ostrovy (tzv. ABC ostrovy) jsou vápencové, mírně zvlněné, severní (SSS ostrovy) jsou sopečného původu, velmi členité a až 860 m vysoké. Na ostrově Saba se nachází nejvyšší hora Nizozemského království – Mount Scenery – 877 m n. m. Roční průměrný srážkový úhrn na jižních ostrovech se pohybuje kolem 550 mm/rok, zatímco na severních ostrovech dosahuje hodnot kolem 1200 mm/rok. Průměrná roční teplota je 27 °C.
Vegetace ABC ostrovů je chudá, často se objevují kaktusy a sukulenty. Na SSS ostrovech je vegetace tropická.

## Fotogalerie

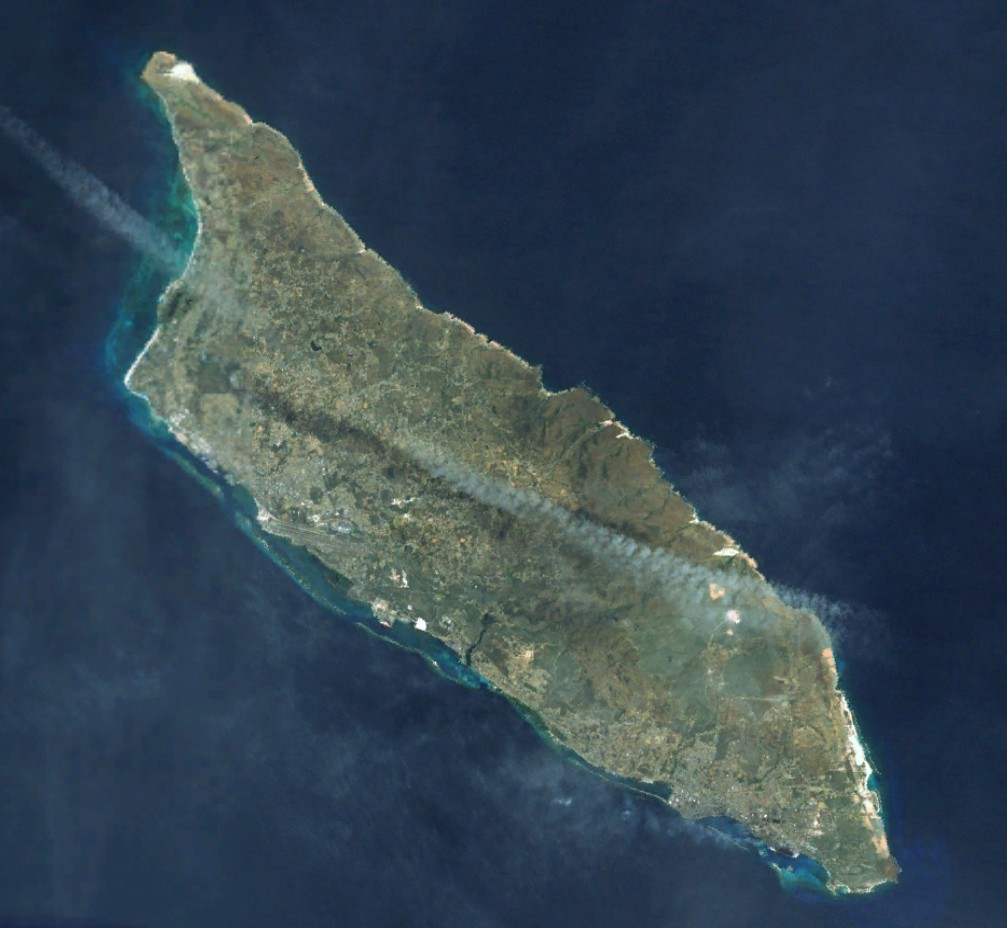
Ostrov Aruba
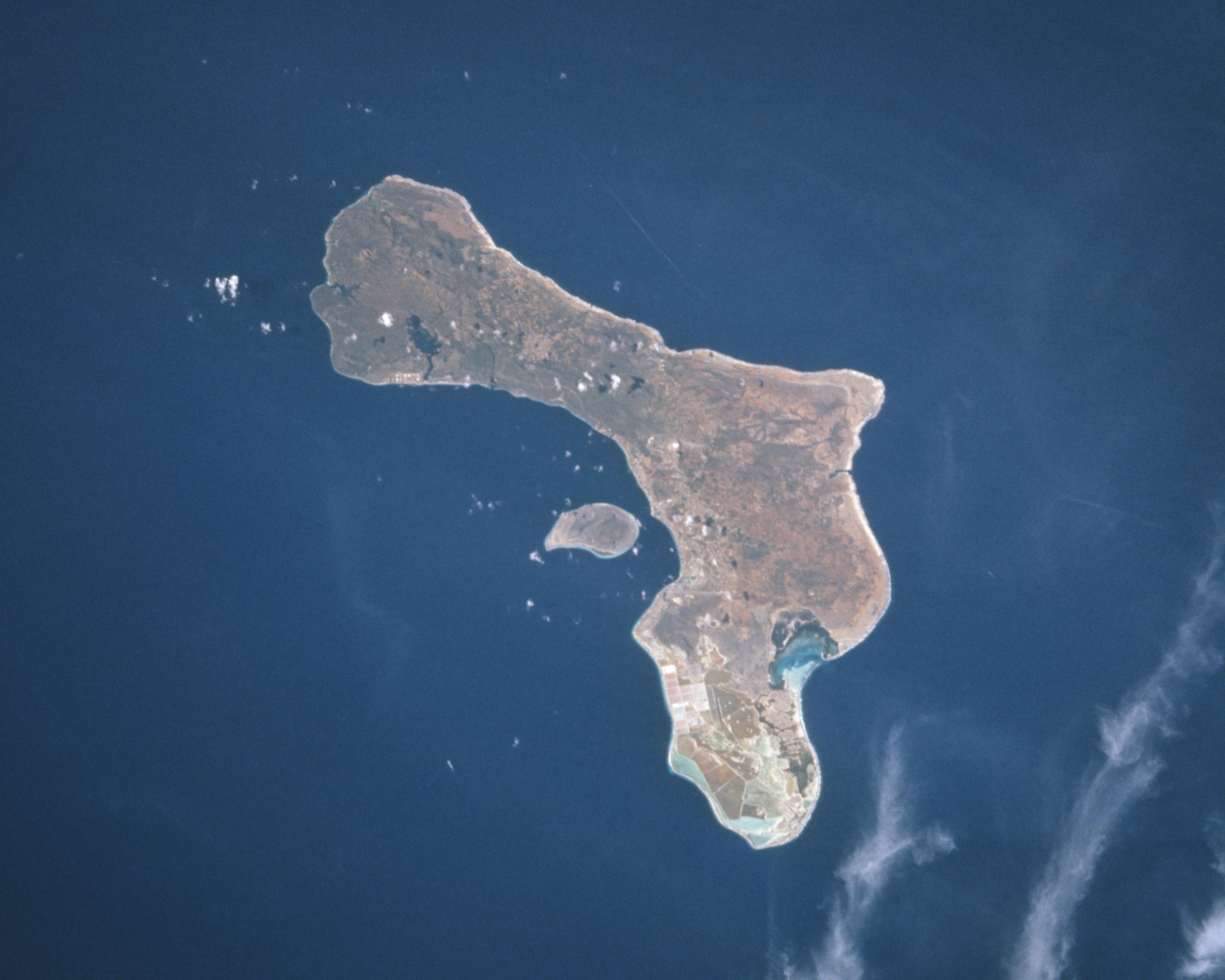
Ostrov Bonaire
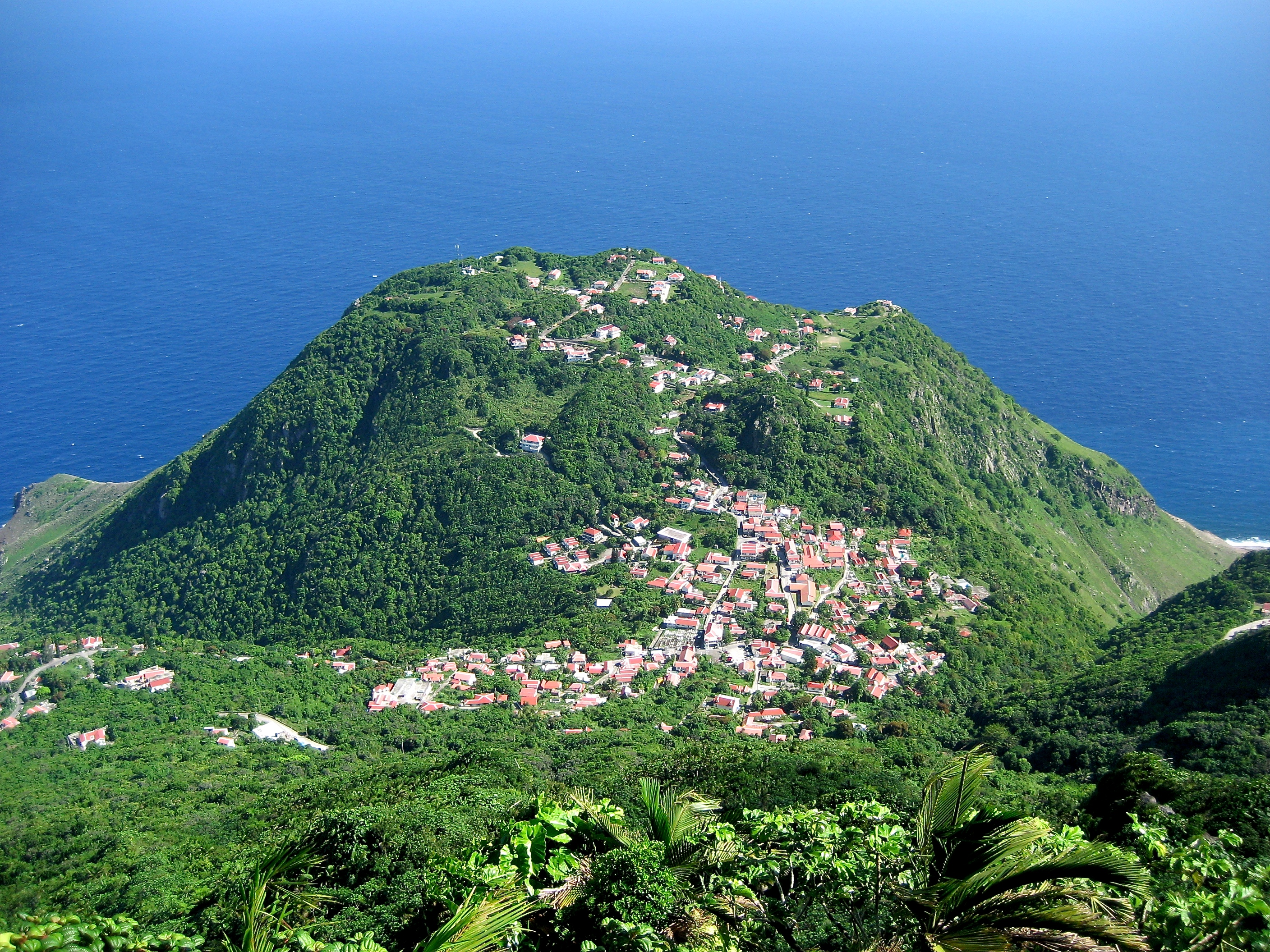
Pohled ze sopky Scenery na ostrov Saba
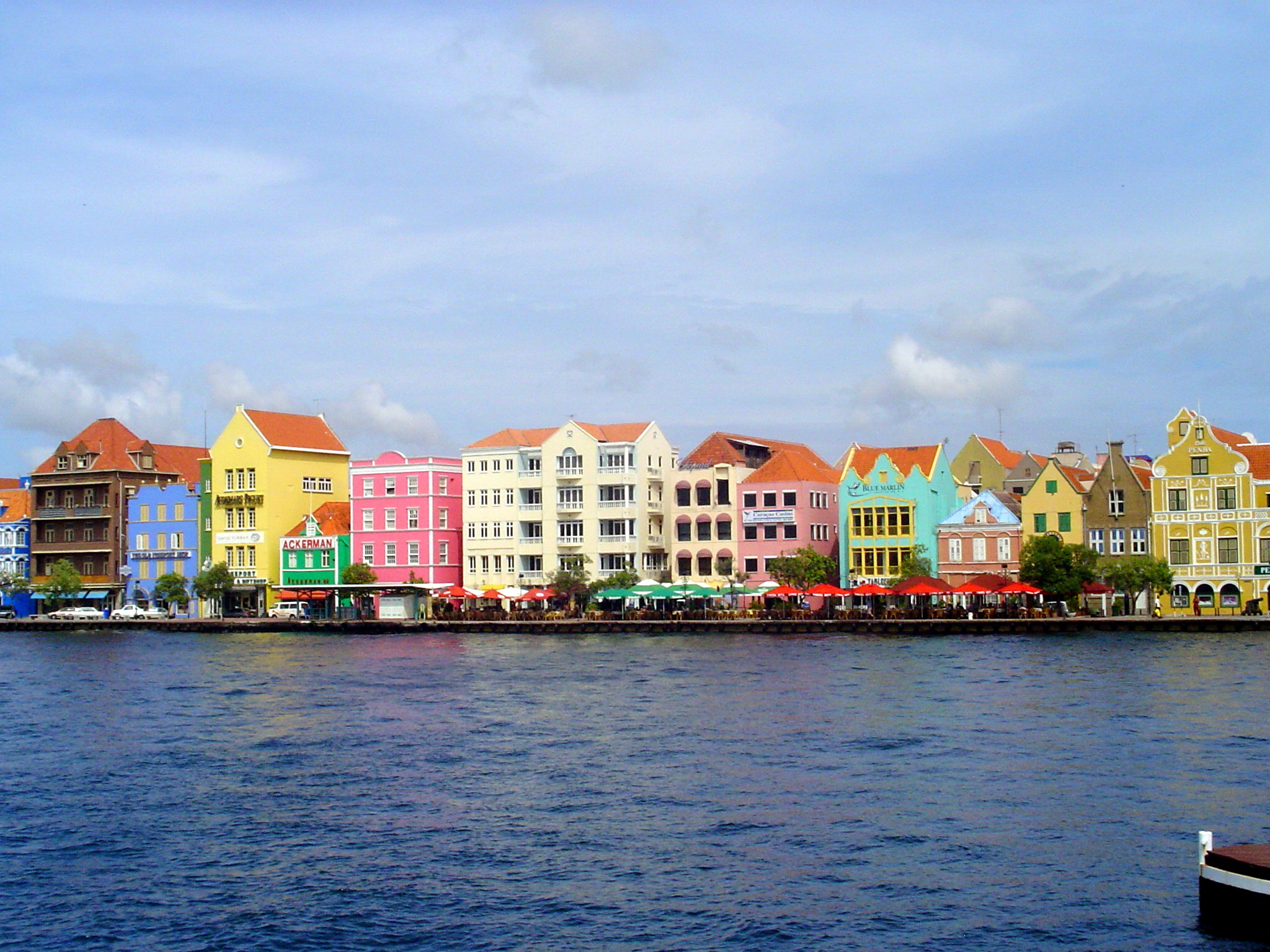
Město Willemstad (Curaçao)
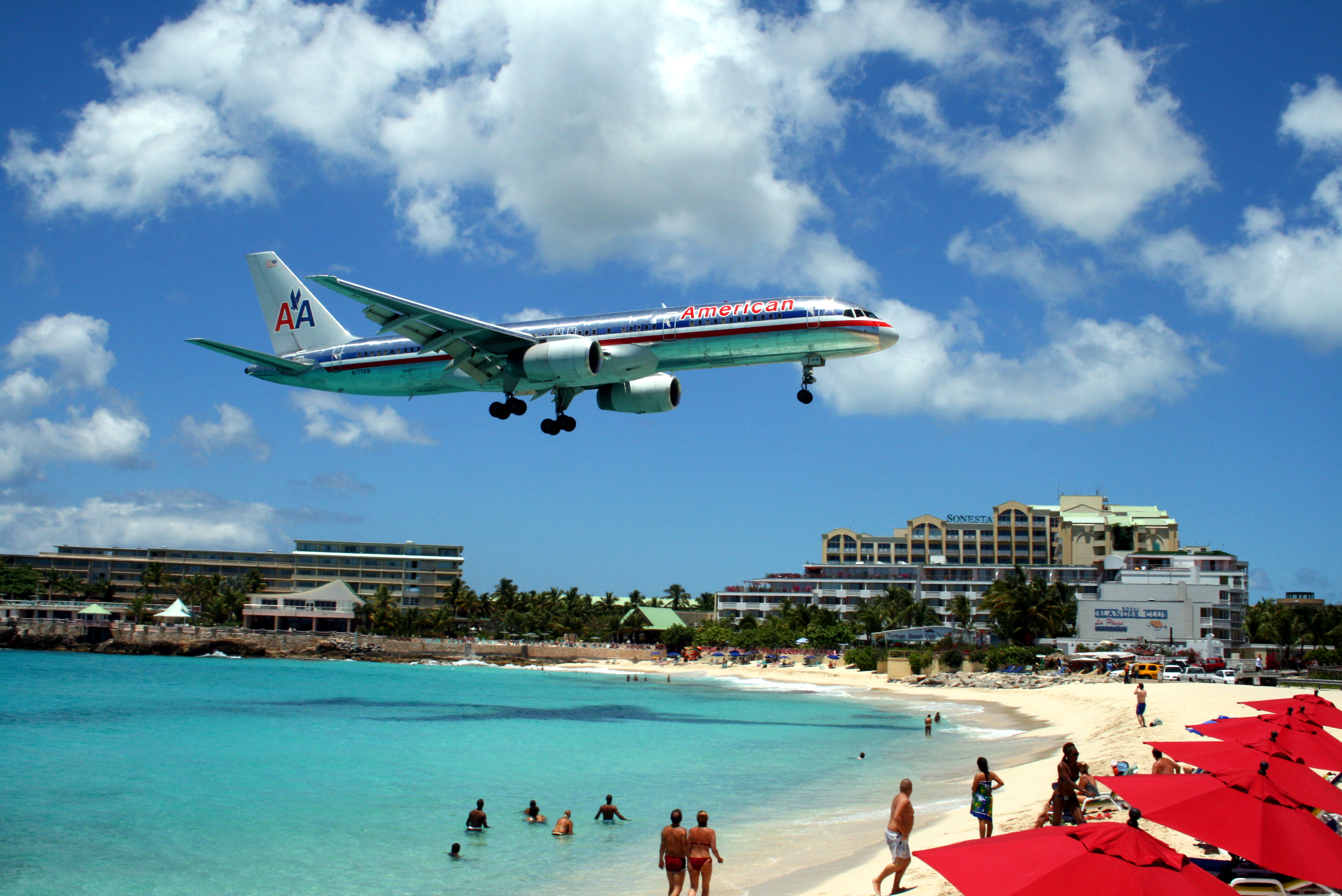
Přistávání letadla na Svatém Martinu
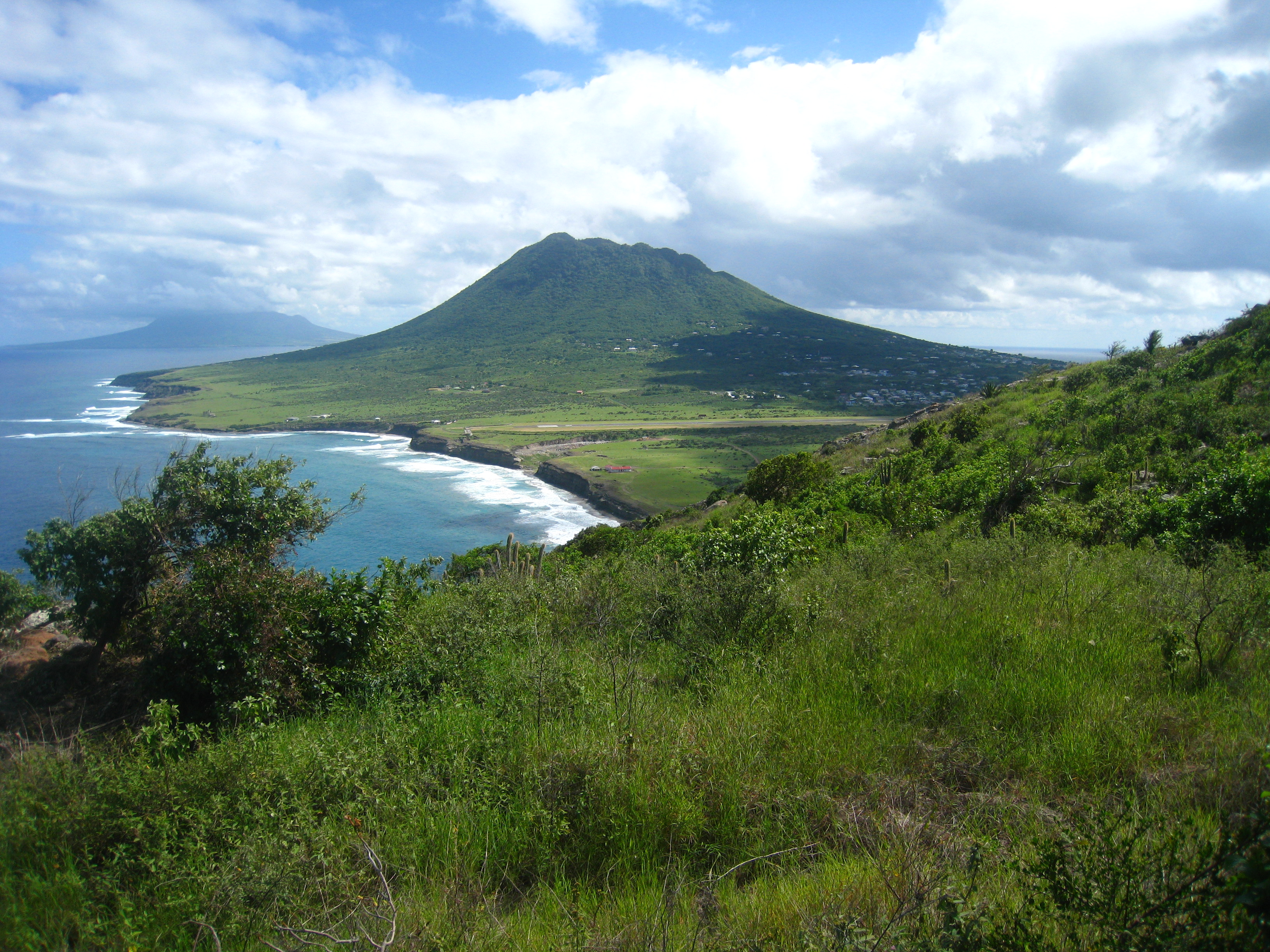
Ostrov Svatý Eustach